# Bal Harbour Shops
Bal Harbour Shops is een luxe openlucht winkelcentrum in Bal Harbour, een voorstad van Miami, Florida. Het centrum is in handen van de familie Whitman.

## Geschiedenis
Tussen 1954 en 1962 reisde Stanley Whitman (1919-24 mei 2017) rond in de Verenigde Staten om winkelcentra te bestuderen. In 1957 kocht hij de locatie van het winkelcentrum tegen een prijs van circa $ 21,4 per m², destijds een recordprijs voor grond met winkelbestemming. Het betrof een voormalig militair terrein waar barakken stonden en een gevangenkamp van de Tweede Wereldoorlog stonden.
Whitman bouwde een on-traditioneel openlucht winkelcentrum vanwege het klimaat. In eerste instantie werd de architect Victor Gruen ingehuurd, maar deze werd ontslagen, waarna de uit Miami afkomstige architect Heb Johnson werd ingehuurd.
In 1965 werd het winkelcentrum geopend met onder meer de winkels FAO Schwarz en Abercrombie & Fitch. In 1983 werd er een tweede verdieping toegevoegd aan het winkelcentrum. Het winkelcentrum huisvest onder meer filialen van de luxe warenhuizen Neiman Marcus en Saks Fifth Avenue.
Het centrum is qua omzet een van de sterkste winkelcentra in de Verenigde Staten. De omzet per sq ft steeg van $ 1.000 in 1997 (5 keer het nationaal gemiddelde) naar $ 1.350 in 2002, $ 2.000 in 2008, $ 2.730 in 2012 en $ 3.000 in 2015.
Omdat de Bal Harbour Shops met 32.000 m² wilden uitbreiden sloot de Whitman-familie in 2012 een overeenkomst tot landruil met de Church by the Sea, waarbij Bal Harbour Shops toezegde om een 5.600 m² grootte kerk te bouwen. De uitbreiding waar men al meer dan een decennium mee bezig was, werd in mei 2017 definitief goedgekeurd door de Bal Harbour Village Council. De uitbreiding zal gericht zijn op de upgrading van de winkels en restaurants in het weeldering aangelegde openlucht winkelcentrum. In 2019 werd bekendgemaakt dat er een lening verstrekt was ter waarde van $ 550 miljoen voor de uitbreiding van het winkelcentrum. In het nieuwe gedeelte komt onder meer een filiaal van warenhuis Barneys New York.
In januari 2013 kondigde Bal Harbour Shops aan om een deelneming te nemen in de ontwikkeling van het Brickell City Center in het centrum van Miami. Het ging hierbij om de ontwikkeling van 46.000 m² winkelruimte in samenwerking met Swire Properties. Bal Harbour Shops zal eigen vermogen, merkherkenning en zijn expertise op het gebied van luxe retail bijdragen aan het project.

## Winkels
Naast de grote warenhuizen Neiman Marcus en Saks Fifth Avenue die ankerhuurder zijn, zijn hier talloze luxe merken vertegenwoordigd, waaronder Chanel, Bottega Veneta, Ralph Lauren, Louis Vuitton en Cartier.